# USZ–A
Az USZ–A (oroszul: УС–А – Управляемый Спутник Активный, magyar átírásban: Upravljajemij Szputnyik Aktyivnij, magyarul: Irányított Aktív Műhold) szovjet radarfelderítő műhold, melyet a Legenda tengeri felderítő és célmegjelölő rendszerhez fejlesztettek ki. GRAU-kódja: 17F16K. A műholdakat aktív radarberendezésekkel szerelték fel. Az áramellátást nukleáris termoelektromos generátor biztosította. A műholdakat 1967–1988 között állították pályára. A műholdakkal több baleset is előfordult, ami a nukleáris energiaforrás alkalmazása miatt radioaktív szennyeződést is okozott a Földön, míg a reaktorok megszilárdult fém hűtőközege jelentős mértékben járult hozzá a Föld körüli űrszemét növekedéséhez.

## Története
A Legenda tengeri felderítő rendszer tervezése az 1960-as évek elején kezdődött a Szovjetunióban, a Celina rádióelektronikai felderítő műholdak fejlesztésével párhuzamosan. A kezdeti időszakban felmerült egy egységes rendszer kiépítésének az ötlete egy műholdplatform alkalmazásával, de végül külön valósult meg a passzív és az aktív rádiólokátoros műhold. A Legenda rádiólokátoros felderítő rendszer fejlesztéséért mint a projektet összefogó intézmény a KB–1 tervezőiroda volt felelős. A rendszerhez készülő műholdakat, a passzív lokátoros USZ–P, valamint az aktív rádiólokátort használó USZ–A műholdat az OKB–52 tervezőiroda fejlesztette.
A műholdak számára a kisteljesítményű radarberendezés miatt alacsony, mindössze 270 km-es pályamagasságot határoztak meg. Emiatt napelemek alkalmazása nem jöhetett szóba, mert a légkör felső határán a nagyméretű napelemtáblák jelentős aerodinamikai ellenállást jelentettek volna. A radarberendezés folyamatos és jelentős energiaigényét, különösen a Föld árnyékos oldalán nem tudták volna biztosítani a napelemek, azért a tervezők más megoldás, a nukleáris energiaforrások használata mellett döntöttek. A műholdak többségébe a 3 kW villamos teljesítményű BESZ–5 nukleáris termoelektromos generátort építették. Az 1980-as évek második felére készült el a nagyobb, kb. 5 kW elektromos teljesítményű Topaz–1 nukleáris termoemissziós generátor, mellyel két USZ–A műholdat szereltek fel 1987-ben.
Az USZ–A típus első kísérleti indítására 1965. december 22-én került sor Koszmosz–102 jelzéssel. Ebbe a műholdba, valamint az ezt követő további három műholdba (Koszmosz–125, Koszmosz–198, Koszmosz–209) a BESZ–5 nukleáris generátor teljes méretű és tömegű makettjét építették.